# Antoine Simon (compositeur)
Pour les articles homonymes, voir Simon et Antoine Simon.
Antoine Simon (en russe : Антон Юльевич Симон), né le 25 juillet 1850 à Paris et mort le 19 janvier 1916 à Moscou, est un compositeur, chef d'orchestre et pianiste français, dont presque toute la carrière se déroula en Russie.

## Biographie
Antoine Simon étudie au conservatoire de Paris dans la classe de piano de Marmontel et la classe de composition de Duprato.
Antoine Simon part à l'âge de vingt-et-un ans pour Moscou, où il s'installe définitivement. Il est engagé comme compositeur (Kapelmeister) du théâtre des Bouffes de Moscou et il enseigne le piano pour les classes musicales de la société philharmonique de Moscou. Il est nommé en 1897 inspecteur des orchestres des théâtres impériaux.

## Œuvre
Antoine Simon est l'un des rares compositeurs en Russie de l'époque à créer des morceaux académiques pour instruments à vent, comme son Quatuor en forme de sonate, opus 23, pour deux cornets, saxhorn alto et trombone, ou ses Vingt-deux petits morceaux pour ensemble, opus 26, composés en 1887. Simon compose aussi trois opéras et un grand nombre de morceaux pour piano. Son Concerto en la majeur pour piano et orchestre, opus 19, connaît un certain succès, de même que son Concerto pour clarinette et orchestre, opus 31, ou sa Fantaisie concertante pour violoncelle et orchestre, opus 42. Il compose aussi un Trio pour piano en ré mineur, opus 16, un Quatuor pour instruments à cordes en la majeur, opus 24, etc.
Simon compose aussi des orchestrations pour le ballet Don Quichotte de Léon Minkus, en particulier pour la Danse de Mercedes et diverses variations, comme celle des dryades du tableau du songe. Antoine Simon compose aussi de propres œuvres pour le ballet, comme La Fille de Gudule, dont la chorégraphie est d'Alexandre Gorski, Les Étoiles (1898) de Khlioustine, Les Fleurs vivantes (1899), joués au théâtre Bolchoï.
Les archives de Simon sont conservées au musée Glinka de Moscou.

## Collaboration avec Gorski
Antoine Simon collabore avec le talentueux Alexandre Gorski dès l'arrivée de celui-ci à Moscou. Ils commencent à travailler ensemble pour la version de Gorski de Don Quichotte de Léon Minkus. Antoine Simon travaille certaines variations, et notamment compose diverses danses. La première a lieu le 6 décembre 1900 au Bolchoï, sous le nom de L'Espagnol.
Ils s'attèlent fin 1901 à La Fille de Gudule, ballet inspiré de Notre-Dame de Paris de Victor Hugo. Ce thème n'est pas nouveau dans le domaine de la danse, car c'est aussi celui de La Esmeralda de Jules Perrot. Cependant le ballet de Simon diffère de ce dernier, car l'accent est mis sur des scènes de masse: de véritables foules se meuvent devant le public, dans un spectacle de quatre actes et de neuf tableaux.
Gorski s'est soigneusement préparé à cette œuvre: il s'est aussi rendu à Paris, afin d'assimiler les lieux du déroulement de l'histoire de ce ballet. La première a lieu le 24 novembre 1902 au Bolchoï, sur la musique de Simon, des décors de Constantin Korovine et des costumes d'Alexandre Golovine. Heinrich Arends (Andreï Fiodorovitch Arends en russe) dirige l'orchestre. Les interprètes sont les suivants : 
- Esméralda: E. Grimaldi (puis S.F. Fiodorova)
- Claude Frollo: Vassili Helzer
- Phœbus: N. Mordkine
- Quasimodo: N.P. Domachov
- Gringoire: K.A. Beck
- Gudule: M.A. Drougachtcheva